# Philosophers Behaving Badly
Philosophers Behaving Badly ist ein 2005 veröffentlichtes Buch von Nigel Rodgers und Mel Thompson. Die These des Buches ist, dass die Arbeit und die Lehren der großen Philosophen nicht  von ihrem persönlichen Leben und Problemen getrennt werden können. In dieser Hinsicht ist der Ansatz des Buches völlig neu. Die Autoren haben zahlreiche Beispiele aus dem Leben der acht großen Philosophen (Jean-Jacques Rousseau, Arthur Schopenhauer, Friedrich Nietzsche, Bertrand Russell, Ludwig Wittgenstein, Martin Heidegger, Jean-Paul Sartre und Michel Foucault) angeführt, um ihre Sichtweise  zu untermauern. Sie betonen, dass ihre Ergebnisse nicht die Gedanken der betroffenen Philosophen ungültig machen, wohl aber ein ganz neues Licht auf ein altes Thema werfen. Das Buch wurde in Großbritannien von Peter Owen Publishers veröffentlicht  und in Deutschland von Rogner & Bernhard: Philosophen Wie Wir. Das Buch wurde von Peter Watson In Times Higher Education als „ausgezeichnet“ gelobt und in Birmingham Post als  „faszinierend und aufschlussreich“. In akademischen und nicht-akademischen Sphären wurde es auch rezensiert und manchmal kritisiert, oder sogar verrissen.